# James Baby
Jacques Baby e conhecido por James Baby,  (Detroit, 25 de agosto de 1763 - York, 19 de fevereiro de 1833) foi um juiz e político canadense.
James foi educado na província de Quebec e como tinha a mesma lealdade que seu pai pela coroa britânica, em 1792 foi indicado para um cargo de representante político no condado de Kent (cidade da província da Colúmbia Britânica) e em 1793 foi nomeado juiz desta localidade. Entre 1793 e 1800, adquiriu terras e estabeleceu empresas na província de Ontário.
Entre os últimos anos do século XVIII e 1812, James ajudou a comandar uma milícia para defender os interesses do Canadá em conflitos na região de Ontário e com a eclosão da guerra anglo-americana de 1812, James teve que refugiar-se em Amherstburg, pois o exército americano invadiu a cidade e saqueou as suas propriedades em Windsor.
Após ser preso, foi libertado logo após o conflito e com as perdas materiais de seus negócios e propriedades, mudou-se de Windsor para Quebec e em 1815 foi nomeado inspetor-geral de York. Em 1823 foi nomeado árbitro para uma disputa aduaneira entre regiões canadenses.
James Baby foi proprietário da Duff-Baby House, adquirida em 1807 e que ficou na família até 1871. Esta casa é, atualmente, uma das atrações turísticas da cidade de Windsor, por sua arquitetura única e por ser considerada a mais antiga edificação do município.